# Rebecca Cammisa
Rebecca Cammisa (* 9. Juli 1966 in New York) ist eine amerikanische Filmregisseurin, Kamerafrau und Produzentin, die auf Dokumentarfilme spezialisiert ist.

## Leben
Bevor Rebecca Cammisa ihre Filmkarriere begann, arbeitete sie zwölf Jahre lang als Fotografin.
Ihr erster Filmbeitrag war der 1998 begonnene und 2002 uraufgeführte Dokumentarfilm Sister Helen, bei dem sie als Kamerafrau, Co-Regisseurin und Co-Produzentin agierte. Der Film begleitet 18 Monate lang die Arbeit von Schwester Helen, die sich im John Thomas Travis Center um Drogenabhängige und Alkoholiker kümmert, nachdem sie ihren Mann und beide Kinder verloren hatte. Helen litt selbst unter Alkoholsucht und ihr Mann starb daran. Einer ihrer Söhne wurde erstochen und der andere starb an einer Überdosis Heroin. Der Film wurde mehrfach ausgezeichnet.
Anschließend produzierte sie den Kurzfilm Sunset Tuxedo, bei dem sie ebenso Regie führte wie bei dem im selben Jahr (2004) gedrehten Fernsehbeitrag  Film School, bei dem sie auch wieder hinter der Kamera agierte.
2007 stand sie für die Fernsehdokumentation Act of Honor erneut hinter der Kamera. Im Mittelpunkt des Filmbeitrags steht eine mexikanisch-amerikanische Familie, deren Sohn Rafael Peralta bei einem Kampfeinsatz in der irakischen Stadt Falludscha ums Leben kam. Um seinen Kameraden das Leben zu retten, hatte er sich selbst auf eine Handgranate geworfen, die ihn zerfetzte.
Zuletzt produzierte sie die Dokumentarfilme Kinder auf der Flucht (2009) und Gott ist größer als Elvis (2012), bei denen sie auch Regie führte und hinter der Kamera stand.
Kinder auf der Flucht berichtet über die beschwerliche Reise von Kindern aus Mittelamerika, die über Mexiko versuchen, in die Vereinigten Staaten einzureisen. Der Film hatte eine Produktionszeit von sechs Jahren und erhielt zahlreiche Auszeichnungen. Cammisa erhielt 2010 eine Nominierung für die Kategorie Bester Dokumentarfilm.
Gott ist größer als Elvis ist ein Dokumentar-Kurzfilm, der sich der Lebensgeschichte von Dolores Hart widmet. Sie war einst eine gefeierte Filmschauspielerin und drehte unter anderem zweimal an der Seite von Elvis Presley, bevor sie sich entschied, Nonne zu werden. Am 24. Januar 2011 wurde der Dokumentarfilm für einen Oscar 2012 in der Kategorie Bester Dokumentar-Kurzfilm nominiert.